# Marko Karamatić
Marko Karamatić (Johovac, 2. prosinca 1947.) hrvatski je katolički svećenik iz reda franjevaca i povjesničar.

## Životopis
Rođen je 1947. u Johovcu u općini Doboj. Završio je osnovnu školu u rodnom mjestu te franjevačku gimnaziju u Visokom. U Franjevački red je stupio 1968. godine. Studirao je na Franjevačkoj teologiji u Sarajevu te na Teološkom fakultetu u Ljubljani. Tamo je magistrirao 1977. i doktorirao 1985. godine tezom „Franjevci Bosne Srebrene u vrijeme austrougarske uprave 1878-1914”. Za svećenika je zaređen 1974. godine. Bio je kapelan u Koraću (1974.-1976.) te kateheta na Bistriku u Sarajevu od 1976., a zatim vikar u istom samostanu (1979.-1982.).
Od 1977. predaje predmete opće i nacionalne povijesti na Franjevačkoj teologiji u Sarajevu. Obavljao je dužnost dekana Fakulteta od 1988. o 1991. godine.
Pokrenuo je projekt izdavanja djela fra Matije Divkovića. Bio je član Predsjedništva Matice hrvatske Sarajevo.

## Djela
- „Franjevačka provincija Bosna Srebrena (Šematizam)” (Sarajevo, 1991.)
- „Franjevci Bosne Srebrene u vrijeme austro-ugarske uprave, 1878-1914” (Sarajevo, 1992.)
- „Bosanski franjevci” (Zagreb, 1994.)[2]

### Mrežna sjedišta
- Marko Karamatić: Umjetnost u Bosni Srebrenoj živi!. Svjetlo riječi. Pristupljeno 10. lipnja 2025.
- Karamatić, Marko. Bosna Srebrena. Sarajevo.  journal zahtijeva |journal= (pomoć)